# 18. světové skautské jamboree
18. světové skautské jamboree (nizozemsky 18e Wereldjamboree) se konalo od 1. do 11. srpna 1995. Hostiltelskou zemí bylo Nizozemsko. Setkání bylo pořádáno na polderech blízko Biddinghuizenu ve Flevolandu. Události se účastnilo 28 960 skautů a vůdců ze 166 zemí a teritorií, včetně 34 zemí kde skauting vznikal nebo probíhala jeho obnova. Šlo o největší zastoupení zemí na jamboree do té doby.

## Zahájení a účast královské rodiny
Událost byla zahájena královnou Beatrix Nizozemskou a jejím manželem Clausem van Amsbergem. Tématem tohoto jamboree bylo Future is Now (Budoucnost je teď). Jamboree navštívili také Karel XVI. Gustav, princezna Basma bint Talal z Jordánska a Sadako Ogataová z Úřadu Vysokého komisaře OSN pro uprchlíky, která zahájila druhou Global Development Village, hlavní atrakci, kde skauti z celého světa sdíleli zkušenosti a dozvídali se více o jiných způsobech života. Různé aktivity a stánky na náměstí, uprostřed tábořiště Jamboree, pak nabízely lehčí zábavu.

## Aktivity
Mezi nabízenými aktivitami byl například i Jamboree Friendship Award, mezináboženský obřad o násilí a míru. Za zmínku stojí nepochybně také Skautské fórum se spojením přes satelit s Butrusem Butrus-Ghálím, generálníem tajemníkem OSN, oslavující 50. výročí Organizace spojených národů ve spolupráci se skautskými organizacemi a dalšími nestátními neziskovými organizacemi a specializovanými agenturami OSN, zejména UNHCR a Dětským fondem Organizace spojených národů.

## První kroky ke zformování Komunity Lusofonního skautingu
Na Jamboree došlo ke zformování sdružení (komunity) skautských organizací portugalsky mluvících zemí – Comunidade do Escutismo Lusófono. Ustavujícím dokumentem komunity se stala Carta do Escutismo Lusófono (Charta Lusofonního skautingu), sepsaná během Jamboree, dne 6. srpna 1995. Původními signatářskými organizacemi se tak staly portugalská Corpo Nacional de Escutas - Escutismo Católico Português, brazilská União dos Escoteiros do Brasil, Corpo Nacional de Escutas da Guiné-Bissau z Guiney-Bissau a Associação de Escuteiros de São Tomé e Príncipe ze Svatého Tomáše a Princova ostrova.

## Subcampy
Tábořiště bylo rozděleno na 14 subcampů, pojmenovaných po souhvězdích:
- 1 Lyra
- 2 Aries
- 3 Cygnus
- 4 Gemini
- 5 Pegasus
- 7 Leo
- 8 Phoenix
- 9 Aquarius
- 10 Serpens
- 11 Canis Major
- 12 Libra
- 13 Scorpius

Pro členy mezinárodního servisního týmu IST (International Service Team) a ostatní dospělé byl pak zřízen kemp nazvaný Polaris.
Z České republiky se tohoto jamboree zúčastnilo 42 členů Junáka, mezi nimi poprvé v historii i české skautky.